# Stumptown Coffee Roasters
Stumptown Coffee Roasters is een zelfstandige koffiebrander en verkoper. De hoofdvestiging is sinds 1999 gevestigd op 4525 SE Division Street in Portland. Sindsdien openden drie nieuwe cafés en één brander in Portland. In Seattle heeft Stumptown Coffee twee vestigingen en in New York een.
De manier waarop Stumptown koffie brandt en klantenservice werd 'revolutionair' voor de koffie-industrie genoemd. Oprichter Duane Sorenson bezoekt persoonlijk de boerderijen waar de koffiebonen worden ingekocht, hij staat erom bekend dat hij hoge prijzen betaalt voor de bonen, hij heeft ooit het record voor duurste koffiebonen verbroken.
In 2006 won Stumptown Coffee Roasters van Roast Magazine de prijs voor beste koffiebrander. In 2009 was Stumptown Coffee volgens The New York Times een van de beste goedkope restaurants.
Op 1 mei 2010 opende Stumptown Coffee een tijdelijk café in de Albert Cuypstraat in Amsterdam.